# Ecosia
Ecosia es un motor de búsqueda en Internet con sede en Berlín, Alemania que dona aproximadamente el 80% de los ingresos que recibe a diferentes organizaciones sin ánimo de lucro de todo el mundo relacionadas con la reforestación. Tiene el objetivo de plantar mil millones de árboles antes del 2025.
Es una empresa no sólo neutra en carbono sino que desde 2020 tiene huella de carbono negativa, puesto que produce el doble de la energía renovable que necesita para funcionar. Desde enero de 2014 es una empresa certificada B-Lab. Se calcula que si Ecosia tuviese el mismo mercado que el motor de búsqueda de Google, se podría eliminar el 15% de las emisiones de CO2 [cita requerida].  
Además del buscador, Ecosia ofrece un navegador web para dispositivos Apple  usando el motor WebKit y para Android usando Blink.

## Historia

### Antecesores
El primer proyecto de buscador antecesor a Ecosia llevado adelante por Christian Kroll se llamó Xabble, desarrollado mientras vivió en Nepal.
Luego, Kroll comenzó con otros dos proyectos de buscadores. Uno de ellos fue Forestle, nacido en 2009 y pensado para funcionar en cooperación con Google. Pero a pocos días de puesto en marcha, Google renunció al trabajo conjunto acusando a Forestle de provocar falsos clics publicitarios. Por su parte, desde Forestle argumentaron que Google daba por terminado la asociación porque "Forestle se estaba volviendo demasiado exitoso".
Luego de este episodio con Google, el tercer proyecto fue el buscador Znout, creado con el objetivo de igualar la producción de gases de invernadero ocasionada por su utilización a través de la venta de certificados de energía renovable.
Luego de desactivados Forestle y Znout, y con el objetivo de aunar esfuerzos y reducir costos, desde agosto de 2013 sus URL redireccionan a Ecosia.

### Ecosia

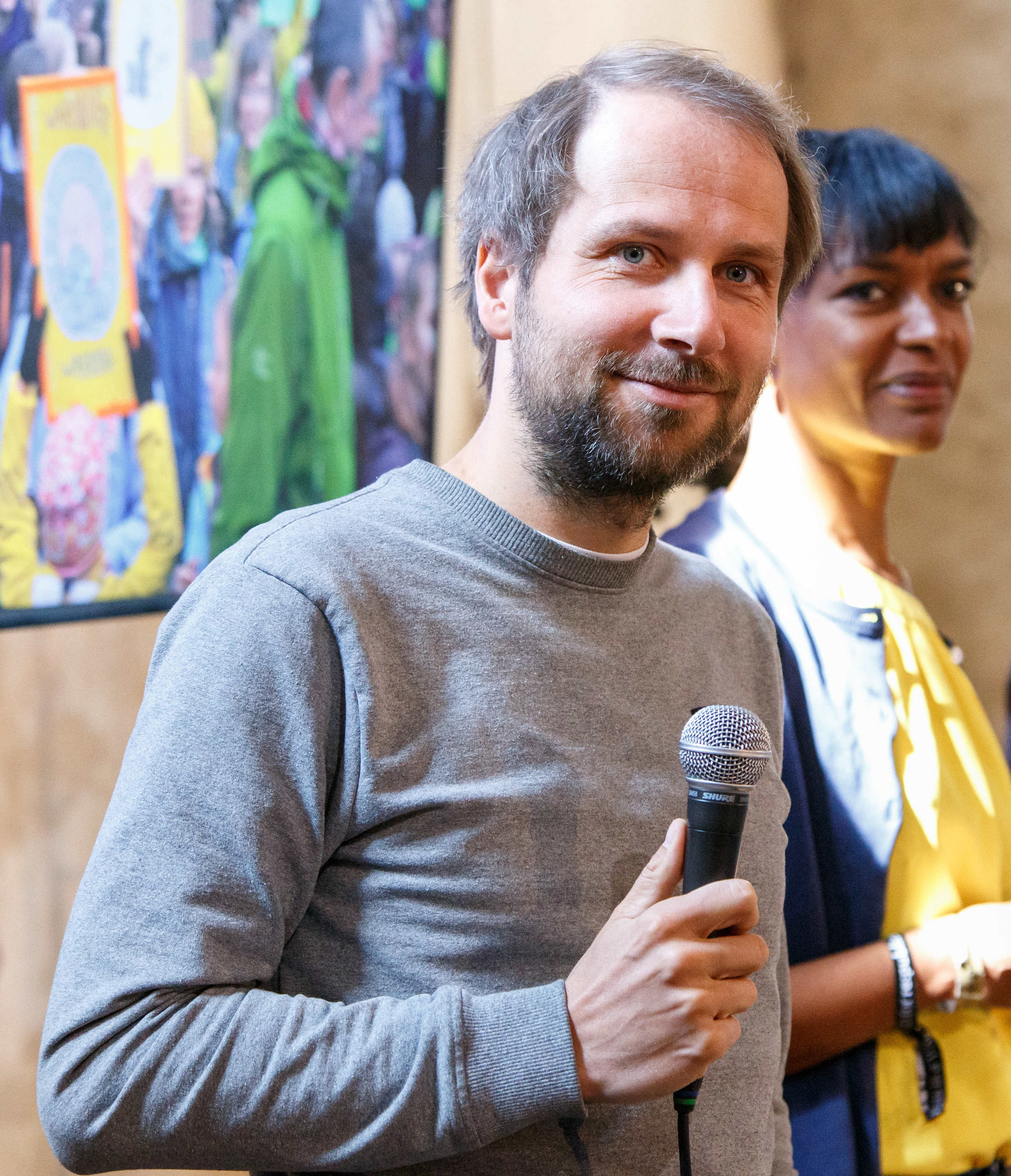
Christian Kroll (2019), fundador de Ecosia

El lanzamiento de Ecosia tuvo lugar el 7 de diciembre de 2009, cuando se celebraba la XV Conferencia sobre el Cambio Climático de la ONU en Copenhague. Entre 2009 y julio de 2013 Ecosia ha colaborado con el Fondo Mundial para la Naturaleza (WWF) para luchar por la conservación de los Parques Nacionales de Juruena y Tumuncumaque (ambos en la selva tropical del norte de Brasil), habiendo donado un total de 4.058.746 euros.
Desde principios de 2013, los fondos comienzan a ser donados a The Nature Conservancy (TNC). Es durante 2014 que Ecosia es certificada como empresa B-lab. Durante 2015 y 2016 lo recaudado se destina a WeForest.
El 26 de enero de 2016, con el lanzamiento de la versión 26, el navegador web Pale Moon agrega a Ecosia entre sus motores de búsqueda predeterminados.
A partir del 2017 y hasta la fecha, lo recaudado es donado no a uno sino a varias organizaciones que hacen trabajo local, como PUR Projet en Colombia y Perú.
Desde el año 2018, la empresa comenzó a construir plantas solares para suplir la energía necesarias para el funcionamiento de sus búsquedas. Y fue en 2020 que la cantidad de energía producida por sus paneles solares ubicados en los distritos alemanes de Aue-Schwarzenberg y Stendal llegaron a duplicar la cantidad necesaria para abastecer a la empresa. Por lo tanto el excedente es suministrado a la red, lo que convierte a Ecosia GmbH en una empresa carbono-negativa. 
En octubre de ese mismo año, Ecosia vendió el 99 % de sus acciones a la Fundación Purpose con la intención de asegurar que Ecosia nunca pueda ser vendida o comprada y que nadie pueda obtener beneficios de la compañía. Esto implicó que tanto Kroll como el copropietario Tim Schumacher renunciaron a su derecho a vender u obtener beneficios de Ecosia. Consultado al respecto, Christian Kroll dijo "Somos una empresa normal, pero no estamos aquí para hacer ricos a los accionistas".
A partir del 12 de marzo de 2020, Google Chrome incluyó a Ecosia como motor de búsqueda predeterminado en 47 mercados, siendo esta la primera vez que un motor de búsqueda sin fines de lucro aparecía como una opción para los usuarios.
Actualmente, Ecosia tiene 70 empleados.

## Características

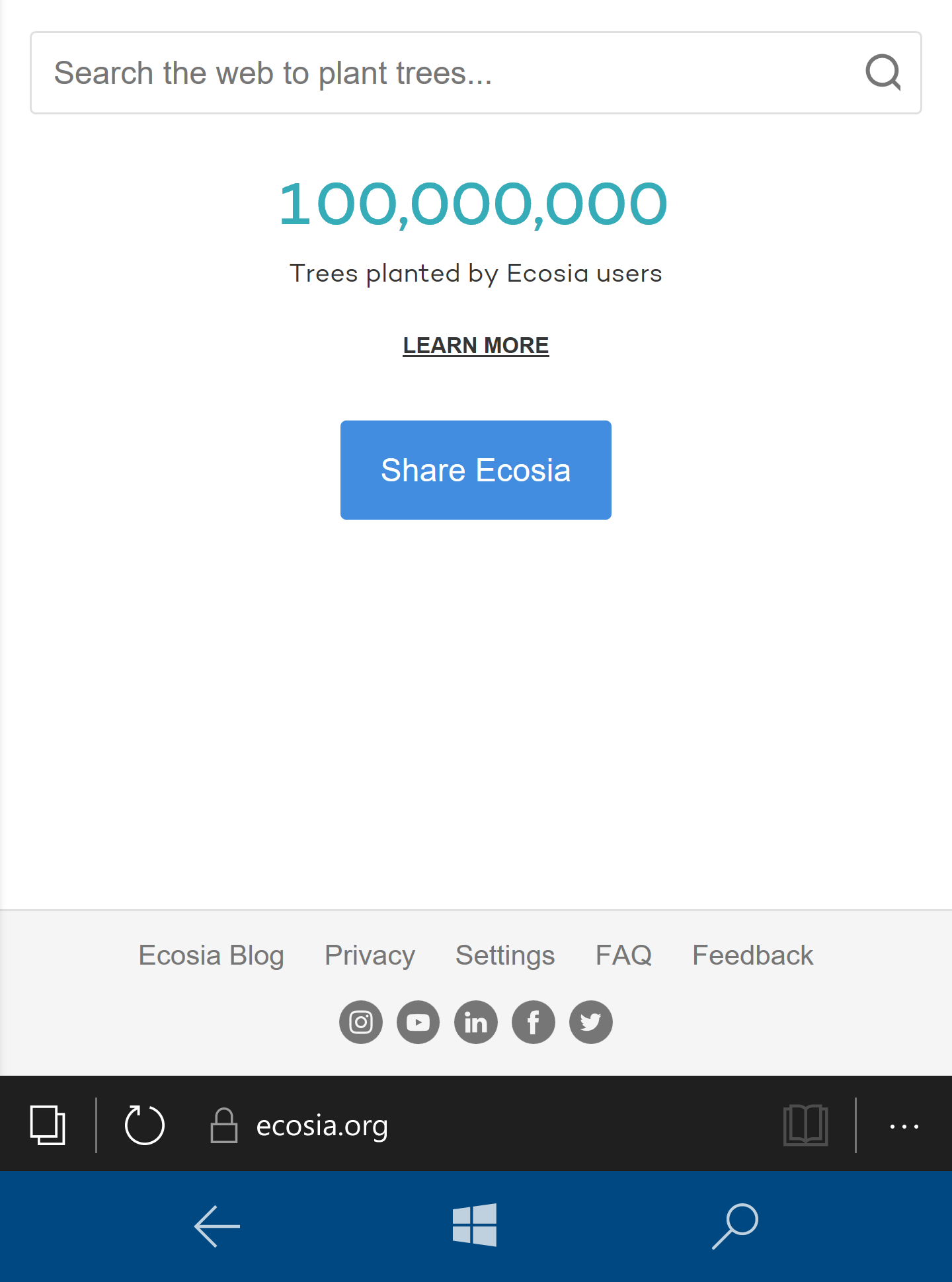
Buscador Ecosia al llegar a 100 millones de árboles plantados.

### Privacidad
Las búsquedas  Ecosia se cifran, no se almacenan permanentemente y los datos no se venden a terceros anunciantes. La compañía declara en su política de privacidad que no crea perfiles personales basados en el historial de búsqueda, ni utiliza herramientas de rastreo externas como Google Analytics. Aunque se ofrece la posibilidad de personalizar los resultados y en caso de que el usuario optara por hacerlo, eso implica compartir ciertos datos con Bing (ver siguiente sección).

### Resultados de la búsqueda
Los resultados y anuncios de búsqueda de Ecosia son provistos por Bing, mejorada con algoritmos propios de Ecosia.
El buscador ofrece la posibilidad de optar por personalizar los resultados de la búsqueda. Esta opción puede habilitarse o deshabilitarse desde la sección Ajustes.
En caso de habilitarse, Ecosia pasa a Bing un identificador que se usará para personalizar los resultados. Ecosia no almacena permanentemente la IP del usuario o ningún identificador único y Bing automáticamente borra el historial de búsqueda y el indentificador único luego de 18 meses, tal como lo establecen en su política de privacidad.

Desde 2019, los resultados de las búsquedas muestran el icono de una planta de combustible fósil para resaltar aquellas "20 compañías de combustibles fósiles que han estado en el centro de la crisis climática", basándose en datos de fuentes como coalexit.org. O por el contrario, el de una hoja verde para las "organizaciones que sean amigables con el planeta", basados en datos de ecogood.org o B-Lab (bcorporation.net). Según lo explicado por Ferdinand Richter, gerente de Ecosia en Francia, esto no tiene ningún impacto en la clasificación por el momento.

### Etiquetas de búsqueda
El buscador ofrece 40 etiquetas de búsqueda (search tags) que dan un acceso rápido a búsquedas externas, como pueden ser Amazon, Torrentz o Wolfram Alpha. Para usarlas se introduce el término de búsqueda con la etiqueta al final. Por ejemplo, introduciendo Cervantes #w, la búsqueda lleva directamente al artículo de Miguel de Cervantes Saavedra de la Wikipedia en el idioma que esté configurado Ecosia.

### Ecosia sign in
Desde finales de 2019, se comenzó la fase de prueba de una característica llamada Ecosia Sign in que permitirá usar una cuenta Ecosia para vincular el contador de búsqueda personal a través de dispositivos de escritorio y móviles, en este último caso usando la aplicación de Ecosia. A junio de 2020 se encuentra disponible sólo para las regiones de Reino Unido e Irlanda.

## Financiación y protección de bosques
A través de Bing, Ecosia muestra publicidad con la que obtiene ingresos cuando los usuarios hacen clic.

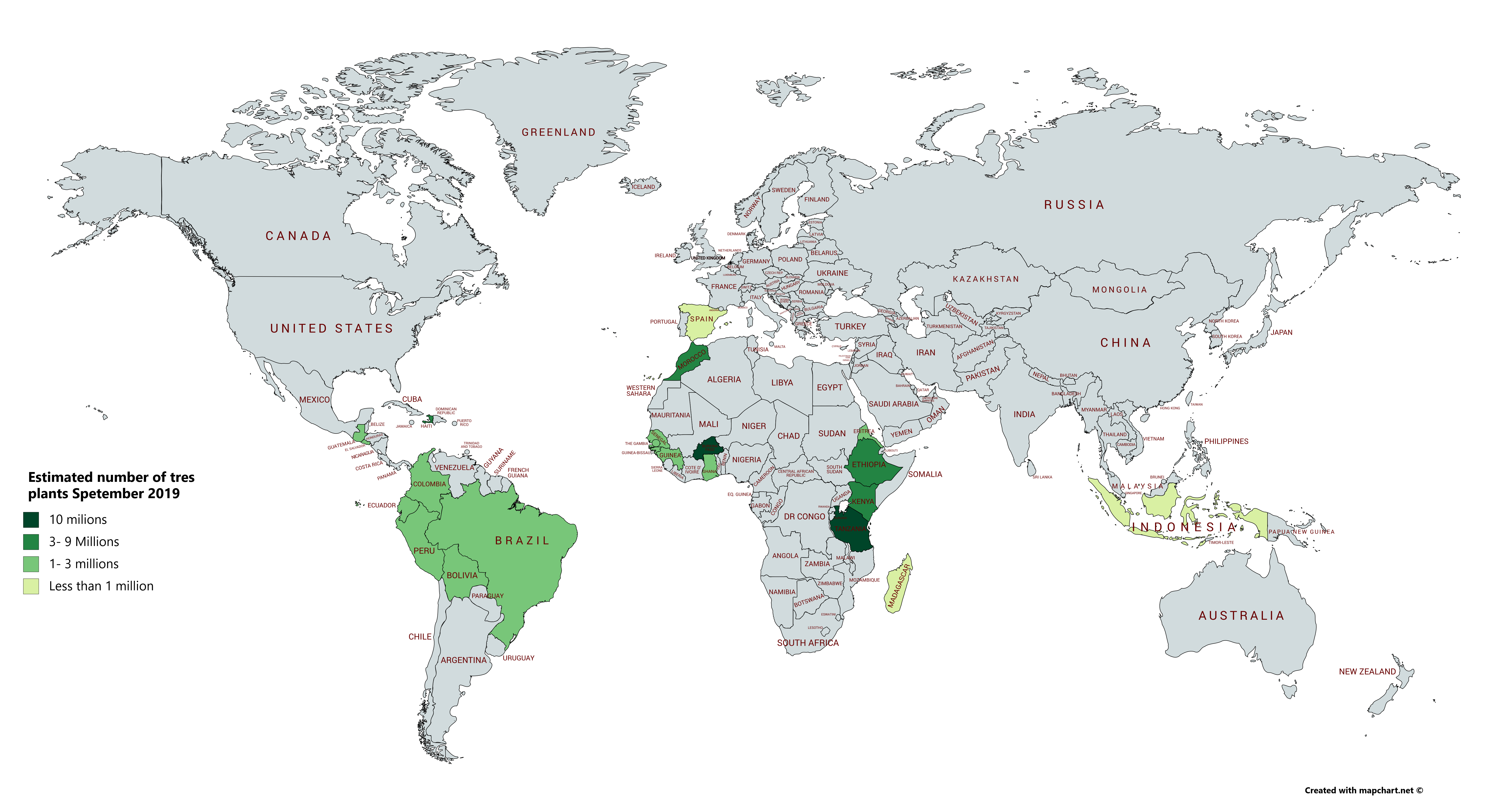
Ubicación y cantidad estimada de árboles financiados por Ecosia. Septiembre 2019

Como alternativa, Ecosia cuenta con enlaces de afiliados, denominados por el buscador EcoLinks, que permiten a los usuarios donar cuando compran en línea. Este motor de búsqueda neutro en dióxido de carbono neutraliza el 100 % de las emisiones derivadas de sus servidores, infraestructura, oficinas y de los dispositivos de los usuarios mediante un proyecto de compensación de carbono de su socio Myclimate. Según una noticia publicada en el diario alemán taz, la protección de una hectárea de bosque tiene un costo de 5 euros, con lo cual la recaudación promedio por consulta de 13 céntimos de euro y la donación del 80 % de las entradas hacen posible obtener la financiación que protegería alrededor de 2 m² de bosque por búsqueda. 
La documentación de los pagos efectuados por Ecosia puede consultarse en línea.
Cuenta con más de 15 millones de usuarios activos, que realizan unas 518.913 búsquedas por día. Declaran ganar aproximadamente 0,5 céntimos de euro de media por búsqueda a través de la publicidad. Cada árbol que se planta en Brasil a través del Programa de Plantación cuesta 1 dólar. En total, su sitio afirma haber donado dinero suficiente para plantar, a julio de 2021, más de 130.000.000 de árboles. Al ritmo actual, se calcula que Ecosia planta un árbol cada 1,3 segundos.
A la compañía se le critica que el efecto real de sus donaciones al parque nacional recaudadas por cada clic, cerca de 1 céntimo de euro, no corresponde a la expectativa que la compañía promociona, pues la técnica de búsqueda utilizada por Yahoo y Microsoft causa un mayor gasto energético en comparación con la compensación climática rendida por la interfaz de búsqueda, y estas compañías, a diferencia del competidor Google, no gestionan cubrir este gasto con energía renovable. Como respuesta, desde Ecosia se argumenta que la huella de carbono por cada búsqueda es de cerca de 0.2 gramos de C02, según Google. Mientras que el carbono ahorrado por la reforestación que promociona Ecosia es de 1 kg de C02 por búsqueda. Por lo que el impacto de reducción de carbono al buscar con Ecosia sería 5.000 veces mayor a la huella de una búsqueda. 

### Árboles plantados
Ecosia apoya más de 20 proyectos de plantación de árboles en 16 países diferentes: Brasil, Burkina Faso, Colombia, España, Etiopía, Ghana, Haití, Indonesia, Kenia, Madagascar, Marruecos, Nicaragua, Perú, Senegal, Uganda y Tanzania. En años recientes se incorporaron proyectos en otros países como India. Estos países y la ubicación específica es elegida con base en la biodiversidad del lugar, se seleccionan zonas que albergan un número particularmente alto de especies únicas. En todos los casos, Ecosia trabaja con organizaciones locales asociadas que pueden vigilar el proceso de reforestación y su mantenimiento a lo largo del tiempo.
Ecosia paga mensualmente a dichos socios para que puedan plantar árboles y realizar tareas como luchar contra incendios. Esos pagos se publican junto con sus informes financieros mensuales y de ellos se obtiene el número de árboles plantados mensualmente:
| Mes              | 2015        | 2016        | 2017        | 2018        | 2019        | 2020        | 2021        | 2022        | 2023        |
| ---------------- | ----------- | ----------- | ----------- | ----------- | ----------- | ----------- | ----------- | ----------- | ----------- |
| Enero            | 208.333     | 258.393     | 985.642     | 1.873.037   | 1.983.139   | 1.427.691   | 671.352     | 2.477.760   | 2.421.209   |
| Febrero          | 223.333     | 233.929     | 687.056     | 3.706.716   | 1.594.807   | 958.876     | 3.647.373   | 6.383.659   | 825.391     |
| Marzo            | 240.000     | 299.107     | 972.487     | 2.083.682   | 490.137     | 2.600.995   | 1.783.307   | 2.856.591   | 2.297.925   |
| Abril            | 166.666     | 631.338     | 2.761.537   | 1.757.131   | 3.536.968   | 702.782     | 8.373.524   | 1.940.091   | 360.294     |
| Mayo             | 167.167     | 372.092     | 1.874.712   | 2.332.407   | 5.699.974   | 6.996.214   | 1.713.237   | 1.024.859   | 3.455.636   |
| Junio            | 107.400     | 367.621     | 929.618     | 4.850.375   | 1.928.865   | 7.081.069   | 2.716.582   | 3.734.134   | 961.642     |
| Julio            | 149.167     | 371.825     | 1.765.067   | 2.201.241   | 407.375     | 662.407     | 4.774.846   | 4.707.597   | 926.616     |
| Agosto           | 157.500     | 352.491     | 1.375.591   | 1.100.847   | 132.064     | 2.787.729   | 2.009.339   | 741.333     | 632.832     |
| Septiembre       | 188.334     | 370.568     | 2.450.511   | 2.501.497   | 3.468.423   | 3.429.568   | 4.937.596   | 1.984.706   | 1.138.314   |
| Octubre          | 212.334     | 801.255     | 2.062.807   | 1.285.013   | 485.348     | 1.392.545   | 1.693.089   | 1.230.988   | 2.512.917   |
| Noviembre        | 158.167     | 383.968     | 2.508.805   | 1.111.426   | 6.665.993   | 657.486     | 2.247.639   | 5.107.411   | 858.536     |
| Diciembre        | 208.167     | 349.491     | 1.871.542   | 2.247.357   | 9.726.563   | 5.063.807   | 5.277.407   | 9.301.039   | 6.627.544   |
| Total anual:     | 2.186.568   | 4.792.078   | 20.245.375  | 27.050.729  | 36.119.656  | 33.761.169  | 39.845.291  | 41.490.168  | 23.018.856  |
| Total suma anual | 2.186.568   | 6.978.646   | 27.224.021  | 54.274.750  | 90.394.406  | 124.155.575 | 164.000.866 | 205.491.034 | 228.509.890 |
| Mes              | 2024        | 2025        | 2026        | 2027        | 2028        | 2029        | 2030        | 2031        | 2032        |
| Enero            | 1.057.460   | ---         | ---         | ---         | ---         | ---         | ---         | ---         | ---         |
| Febrero          | 184.629     | ---         | ---         | ---         | ---         | ---         | ---         | ---         | ---         |
| Marzo            | 503.733     | ---         | ---         | ---         | ---         | ---         | ---         | ---         | ---         |
| Abril            | 1.710.658   | ---         | ---         | ---         | ---         | ---         | ---         | ---         | ---         |
| Mayo             | 997.206     | ---         | ---         | ---         | ---         | ---         | ---         | ---         | ---         |
| Junio            | 2.337.138   | ---         | ---         | ---         | ---         | ---         | ---         | ---         | ---         |
| Julio            | ---         | ---         | ---         | ---         | ---         | ---         | ---         | ---         | ---         |
| Agosto           | ---         | ---         | ---         | ---         | ---         | ---         | ---         | ---         | ---         |
| Septiembre       | ---         | ---         | ---         | ---         | ---         | ---         | ---         | ---         | ---         |
| Octubre          | ---         | ---         | ---         | ---         | ---         | ---         | ---         | ---         | ---         |
| Noviembre        | ---         | ---         | ---         | ---         | ---         | ---         | ---         | ---         | ---         |
| Diciembre        | ---         | ---         | ---         | ---         | ---         | ---         | ---         | ---         | ---         |
| Total anual:     | 6.790.824   | ---         | ---         | ---         | ---         | ---         | ---         | ---         | ---         |
| Total suma anual | 235.300.714 | ---         | ---         | ---         | ---         | ---         | ---         | ---         | ---         |
| Total:           | 235.300.714 | 235.300.714 | 235.300.714 | 235.300.714 | 235.300.714 | 235.300.714 | 235.300.714 | 235.300.714 | 235.300.714 |

| Año     | 2015       | 2015          | 2016      | 2016        | 2017       | 2017        | 2018       | 2018        | 2019       | 2019        | 2020       | 2020          | 2021       | 2021        | 2022       | 2022        |
| ------- | ---------- | ------------- | --------- | ----------- | ---------- | ----------- | ---------- | ----------- | ---------- | ----------- | ---------- | ------------- | ---------- | ----------- | ---------- | ----------- |
| Árboles | 2.186.568  | Crecimiento   | 4.792.078 | Crecimiento | 20.245.375 | Crecimiento | 27.050.729 | Crecimiento | 36.119.656 | Crecimiento | 33.761.169 | Decrecimiento | 39.845.291 | Crecimiento | 41.490.168 | Crecimiento |
| Año     | 2023       | 2023          | 2024      | 2024        | 2025       | 2025        | 2026       | 2026        | 2027       | 2027        | 2028       | 2028          | 2029       | 2029        | 2030       | 2030        |
| Árboles | 23.018.856 | Decrecimiento | ---       | ---         | ---        | ---         | ---        | ---         | ---        | ---         | ---        | ---           | ---        | ---         | ---        | ---         |

### Eliminación de CO₂

#### Tabla de Co2 que se emite cada año a la atmósfera[47]
| Año | 2015             | 2016             | 2017             | 2018             | 2019             | 2020             | 2021             |
| --- | ---------------- | ---------------- | ---------------- | ---------------- | ---------------- | ---------------- | ---------------- |
| Co2 | 40,200,000,000 T | 39,300,000,000 T | 39,700,000,000 T | 40,200,000,000 T | 40,900,000,000 T | 38,500,000,000 T | 40,200,000,000 T |
| Año | 2022             | 2023             | 2024             | 2025             | 2026             | 2027             | 208              |
| Co2 | 40,500,000,000 T | ---              | ---              | ---              | ---              | ---              | ---              |

#### Tabla de Co2 que los árboles de Ecosia han eliminan cada año y el porcentaje total en comparación con el C02 emitido el mismo año[47][48]
| Año    | 2015            | 2015            | 2016            | 2016            | 2017            | 2017            | 2018            | 2018            | 2019            | 2019            |
| ------ | --------------- | --------------- | --------------- | --------------- | --------------- | --------------- | --------------- | --------------- | --------------- | --------------- |
| Co2    | Toneladas       | %               | Toneladas       | %               | Toneladas       | %               | Toneladas       | %               | Toneladas       | %               |
| Co2    | 43.731,36 T     | 0,0001%         | 139.572,92 T    | 0,0004%         | 544.480,42 T    | 0,0014%         | 1.085.495 T     | 0,0027%         | 1.807.888,12T   | 0,0044%         |
| Total: | 3.621.167,82 T  | 3.621.167,82 T  | 3.621.167,82 T  | 3.621.167,82 T  | 3.621.167,82 T  | 3.621.167,82 T  | 3.621.167,82 T  | 3.621.167,82 T  | 3.621.167,82 T  | 3.621.167,82 T  |
| Año    | 2020            | 2020            | 2021            | 2021            | 2022            | 2022            | 2023            | 2023            | 2024            | 2024            |
| Co2    | Toneladas       | %               | Toneladas       | %               | Toneladas       | %               | Toneladas       | %               | Toneladas       | %               |
| Co2    | 2.483.111,5 T   | 0,0064%         | 3.280.017,32 T  | 0,0082%         | 4.109.820,68 T  | 0,0101%         | 4.570.197,8 T   | ---             | ---             | ---             |
| Total: | 14.443.147,3 T  | 14.443.147,3 T  | 14.443.147,3 T  | 14.443.147,3 T  | 14.443.147,3 T  | 14.443.147,3 T  | 14.443.147,3 T  | 14.443.147,3 T  | 14.443.147,3 T  | 14.443.147,3 T  |
| Total: | 18.064.315,12 T | 18.064.315,12 T | 18.064.315,12 T | 18.064.315,12 T | 18.064.315,12 T | 18.064.315,12 T | 18.064.315,12 T | 18.064.315,12 T | 18.064.315,12 T | 18.064.315,12 T |

### Uso de ecosia
El uso del motor de búsqueda de Ecosia suele ser de entre el 0,15 % y el 0,20 % en España; en Alemania es entre 1 % y el 1,10 %; en Francia es entre 1,04 % y el 1,10 %; en Suiza es entre 1 % y el 1,2 %, y en Bélgica es entre 0,75 % y el 0,80 %. Mientras que en Europa su uso suele ser de entre el 0,35 % y el 0,40 %. Un estudio independiente dice que si ecosia tuviese la misma utilización que Google sería capaz de eliminar más del 15 % del Co2 que hay en el planeta[cita requerida].
| 2022                     | 2022  | 2022    | 2022  | 2022  | 2022  | 2022  | 2022  | 2022   | 2022       | 2022    | 2022      | 2022      | 2022        |
| ------------------------ | ----- | ------- | ----- | ----- | ----- | ----- | ----- | ------ | ---------- | ------- | --------- | --------- | ----------- |
| Lugar                    | Enero | Febrero | Marzo | Abril | Mayo  | Junio | Julio | Agosto | Septiembre | Octubre | Noviembre | Diciembre | Media anual |
| Bandera de España        | 0.17% | 0.16%   | 0.17% | 0.17% | 0.18% | 0.20% | 0.19% | 0.19%  | 0.17%      | 0.15%   | 0.15%     | 0.16%     | 0.17%       |
| Bandera de Alemania      | 1.04% | 1.07%   | 1.12% | 1.10% | 1.00% | 0.99% | 0.94% | 0.92%  | 0.88%      | 0.82%   | 0.84%     | 0.66%     | 0.95%       |
| Bandera de Francia       | 1.10% | 1.07%   | 1.14% | 1.06% | 0.92% | 0.88% | 0.82% | 0.79%  | 0.78%      | 0.76%   | 0.76%     | 0.69%     | 0.90%       |
| Bandera de Suiza         | 1.01% | 1.00%   | 1.03% | 0.94% | 0.91% | 0.88% | 0.71% | 0.77%  | 0.81%      | 0.77%   | 0.85%     | 0.77%     | 0.87%       |
| Bandera de Bélgica       | 0.77% | 0.75%   | 0.82% | 0.76% | 0.69% | 0.63% | 0.55% | 0.58%  | 0.57%      | 0.55%   | 0.56%     | 0.58%     | 0.65%       |
| Bandera de Unión Europea | 0.37% | 0.36%   | 0.38% | 0.37% | 0.35% | 0.33% | 0.31% | 0.31%  | 0.31%      | 0.29%   | 0.30%     | 0.29%     | 0.33%       |

| 2023                     | 2023  | 2023    | 2023  | 2023  | 2023  | 2023  | 2023  | 2023   | 2023       | 2023    | 2023      | 2023      | 2023        |
| ------------------------ | ----- | ------- | ----- | ----- | ----- | ----- | ----- | ------ | ---------- | ------- | --------- | --------- | ----------- |
| Lugar                    | Enero | Febrero | Marzo | Abril | Mayo  | Junio | Julio | Agosto | Septiembre | Octubre | Noviembre | Diciembre | Media anual |
| Bandera de España        | 0.14% | 0.12%   | 0.12% | 0.11% | 0.11% | 0.12% | 0.13% | 0.12%  | 0.11%      | 0.11%   | 0.11%     | 0.11%     | 0.11%       |
| Bandera de Alemania      | 0.80% | 0.81%   | 0.82% | 0.81% | 0.75% | 0.78% | 0.81% | 0.79%  | 0.75%      | 0.74%   | 0.73%     | 0.57%     | 0.76%       |
| Bandera de Francia       | 0.74% | 0.70%   | 0.73% | 0.77% | 0.72% | 0.74% | 0.75% | 0.78%  | 0.74%      | 0.76%   | 0.77%     | 0.71%     | 0.74%       |
| Bandera de Suiza         | 0.77% | 0.71%   | 0.77% | 0.75% | 0.69% | 0.73% | 0.67% | 0.80%  | 0.83%      | 0.77%   | 0.83%     | 0.74%     | 0.76%       |
| Bandera de Bélgica       | 0.56% | 0.51%   | 0.55% | 0.56% | 0.51% | 0.54% | 0.52% | 0.54%  | 0.54%      | 0.57%   | 0.56%     | 0.52%     | 0.54%       |
| Bandera de Unión Europea | 0.29% | 0.26%   | 0.28% | 0.26% | 0.23% | 0.26% | 0.27% | 0.28%  | 0.26%      | 0.26%   | 0.25%     | 0.25%     | 0.26%       |

| 2024                     | 2024  | 2024    | 2024  | 2024  | 2024  | 2024  | 2024  | 2024   | 2024       | 2024    | 2024      | 2024      | 2024        |
| ------------------------ | ----- | ------- | ----- | ----- | ----- | ----- | ----- | ------ | ---------- | ------- | --------- | --------- | ----------- |
| Lugar                    | Enero | Febrero | Marzo | Abril | Mayo  | Junio | Julio | Agosto | Septiembre | Octubre | Noviembre | Diciembre | Media anual |
| Bandera de España        | 0.11% | 0.12%   | 0.12% | 0.11% | 0.11% | 0.14% | 0.14% | 0.13%  | 0.12%      | 0.13%   | 0.13%     | 0.12%     | 0.12%       |
| Bandera de Alemania      | 0.75% | 0.81%   | 0.85% | 0.85% | 0.86% | 0.91% | 0.86% | 0.95%  | 0.91%      | 0.87%   | 0.90%     | 0.67%     | 0.85%       |
| Bandera de Francia       | 0.80% | 0.81%   | 0.87% | 0.85% | 0.97% | 1.12% | 1.12% | 1.28%  | 1.29%      | 1.34%   | 1.31%     | 1.12%     | 1.07%       |
| Bandera de Suiza         | 0.81% | 0.82%   | 0.94% | 0.94% | 0.96% | 0.92% | 0.77% | 0.96%  | 0.93%      | 0.88%   | 0.89%     | 0.73%     | 0.88%       |
| Bandera de Bélgica       | 0.53% | 0.59%   | 0.74% | 0.76% | 0.76% | 0.95% | 0.83% | 0.96%  | 0.87%      | 0.81%   | 0.80%     | 0.74%     | 0.78%       |
| Bandera de Unión Europea | 0.26% | 0.28%   | 0.29% | 0.28% | 0.29% | 0.32% | 0.31% | 0.33%  | 0.34%      | 0.34%   | 0.35%     | 0.33%     | 0.31%       |

| 2025                     | 2025  | 2025    | 2025  | 2025  | 2025 | 2025  | 2025  | 2025   | 2025       | 2025    | 2025      | 2025      | 2025        |
| ------------------------ | ----- | ------- | ----- | ----- | ---- | ----- | ----- | ------ | ---------- | ------- | --------- | --------- | ----------- |
| Lugar                    | Enero | Febrero | Marzo | Abril | Mayo | Junio | Julio | Agosto | Septiembre | Octubre | Noviembre | Diciembre | Media anual |
| Bandera de España        | 0.13% | 0.13%   |       |       |      |       |       |        |            |         |           |           | 0.13%       |
| Bandera de Alemania      | 0.89% | 1.02%   |       |       |      |       |       |        |            |         |           |           | 0.96%       |
| Bandera de Francia       | 1.14% | 1.13%   |       |       |      |       |       |        |            |         |           |           | 1.14%       |
| Bandera de Suiza         | 0.80% | 0.92%   |       |       |      |       |       |        |            |         |           |           | 0.86%       |
| Bandera de Bélgica       | 0.77% | 0.84%   |       |       |      |       |       |        |            |         |           |           | 0.81%       |
| Bandera de Unión Europea | 0.33% | 0.33%   |       |       |      |       |       |        |            |         |           |           | 0.33%       |

### Recepción
Varias universidades como la Universidad de Glasgow, la Universidad de Sheffield y la Universidad KU Leuven, adoptaron a Ecosia como su buscador predeterminado. Otras como la Universidad de Boston o Sussex dentro del marco del programa Ecosia on Campus, fomentan su uso y evalúan la posibilidad de establecerlo como predeterminado.